# Rudolph Weisenborn
Rudolph Weisenborn (* 31. Oktober 1881 in Chicago, Illinois, Vereinigte Staaten; † 15. März 1974 ebenda) war ein amerikanischer Künstler, der vor allem als Maler, Druckgrafiker, Wandmaler (Muralist) und Kunstpädagoge Bedeutung erlangte. Er gilt als wichtiger Vertreter des amerikanischen Modernismus und der abstrakten Kunst.

## Leben
Rudolph Weisenborn wurde 1881 in Chicago geboren. Als Waisenkind wurde er später von einer Familie auf einer Farm aufgenommen. Er lebte in verschiedenen Bundesstaaten, darunter Wisconsin, Iowa, North Dakota und South Dakota, bevor er ein Kunststudium aufnehmen konnte. 1898 begann er zunächst ein Studium an der University of North Dakota und anschließend an der Students School of Art in Denver. Dort erhielt er Unterricht bei Künstlern wie Henry Reed und Jean Mannheim. Ab etwa 1912 lebte er dauerhaft in Chicago, arbeitete zunächst als Schaufenstergestalter für Marshall Field’s und engagierte sich bald aktiv in der Kunstszene. Bereits 1920 unterrichtete er am Hull House, von 1922 bis 1934 an der Chicago Academy of Fine Arts. Anschließend unterrichtete er von 1934 bis 1964 an seiner eigenen Weisenborn Art School sowie ab 1941 an der Austin, Oak Park, River Forest Art League. Weisenborn war Mitbegründer mehrerer Künstlergruppen, darunter der No-Jury Society of Artists (1922) und der American Abstract Artists (1936). Rudolph Weisenborn starb 1974 in Chicago.

## Werk
Rudolph Weisenborn entwickelte einen Stil, der vom amerikanischen Modernismus und der Abstraktion geprägt war. In seinen Werken sind Einflüsse des Kubismus, Futurismus und Vortizismus erkennbar. Sein 1928 entstandenes, großformatiges Werk Chicago (Öl auf Leinwand) gilt als das erste nichtgegenständliche Gemälde eines Chicagoer Künstlers, das im Art Institute of Chicago gezeigt wurde. Im Jahr 1933 schuf er im Rahmen der Century of Progress Exposition in Chicago das Wandbild Machine Movement – eine rein abstrakte Wanddekoration im sogenannten Pavilion Four. Im Rahmen des Federal Art Project (WPA) gestaltete er mehrere Wandbilder für Schulen in Chicago, darunter für die Crane Technical High School die Murals Electricians, Boilermakers, Pipe Fitters, and Architects sowie Steelworkers und für die Nettlehorst Elementary School das rund 2 mal 9 Meter große Gemälde Contemporary Chicago.
1945 wurde ihm das großformatige Wandbild The Fighting Navy für die Kunstsammlung der Kellogg School of Management in Chicago anvertraut. Es basiert auf seinen Erlebnissen als Ausbilder an der Great Lakes Navy Training Station und zeigt kubistisch-futuristische, dynamisch gebrochene Formen. Im Rahmen eines Gemeinschaftsprojekts für das Riccardo’s Restaurant auf der Rush Street entstanden 1947 sieben Bildtafeln zum Thema Seven Lively Arts, darunter das Gemälde Literature von ihm.
Rudolph Weisenborn war auch als Porträtist bekannt. So entstanden in den 1920er-Jahren expressive Porträts lokaler Persönlichkeiten wie Clarence Darrow oder Samuel Putnam, die in lokalen Zeitungen und im Art Institute gezeigt wurden. Kritiker bezeichneten ihn als den führenden vortizistischen Porträtisten Chicagos. In seinem Selbstbildnis aus den 1940er Jahren betonte er seine Künstlerschaft, indem er seinen Kopf, seine Augen und seine Hände überproportional darstellte.